# 자파 (영화)
《자파》(Jaffa)는 프랑스에서 제작된 케렌 예다야 감독의 2009년 드라마 영화이다. 데이너 이브기 등이 주연으로 출연하였고 베니 드레흐셀 등이 제작에 참여하였다.

## 출연

### 주연
- 데이너 이브기
- 모니 모쇼노브
- 로니트 엘카베츠

## 기타
- 미술: 아비 파히마